# Herzogtum Auvergne

Provinzen Frankreichs (1477). Das Herzogtum Auvergne zentral im Süden (blaugrün).

Das Herzogtum Auvergne wurde 1360 vom französischen König Johann II. auf der Terre royale d’Auvergne, dem Königsland in der Auvergne, errichtet, während parallel dazu die Grafschaft Auvergne weiter bestand.
Da der Graf und der Dauphin von Auvergne Parteigänger der Plantagenet gewesen waren, besetzte der französische König Philipp August 1195 einen Teil der Auvergne (darunter auch die Hauptstadt Riom) und fügte sie 1213 als Terre d’Auvergne der Domaine royal zu. Nach einer erneuten Intervention des Königs, hervorgerufen durch eine Auseinandersetzung zwischen Graf Guido II. und dem Klerus des Landes, wurde die gesamte Grafschaft beschlagnahmt und in die Domaine royal eingegliedert.
1241 wurde die Terre d’Auvergne Alfons von Poitiers als Paragium gegeben. Mit Alfons’ erbenlosem Tod 1271 fiel das Gebiet wieder an die Krone zurück. Johann II. machte die Terre d’Auvergne 1356 für seinen Sohn Johann zum Herzogtum. Johanns Tochter Maria führte ab 1370 den Titel Duchesse d’Auvergne. Mit  Johanns Tod 1416 fiel das Herzogtum an die Krone zurück, wurde aber 1426 an Marias Ehemann Johann I., Herzog von Bourbon, neu vergeben.
Mit dem Aussterben der Herzöge von Bourbon 1527 erlosch auch der Titel eines Herzogs von Auvergne.

## Herzöge von Auvergne

### Erste Verleihung
- 1356–1416: Johann I. (1340–1416), Sohn des Königs Johann II., aus eigenem Recht Graf von Poitiers (1356–1360), dann Herzog von Berry (1360–1416), Herzog der Auvergne (1356–1416) und Graf von Montpensier (1384–1416) (letzteres 1384 gekauft); durch seine zweite Ehe mit Johanna II. von der Auvergne (1378–1424), Graf der Auvergne (1404–1416) und Graf von Boulogne (1404–1416)
- 1370–1434: Maria (um 1375–1434), genannt Maria von Berry und Duchesse d’Auvergne, jüngste Tochter Johanns.

### Zweite Verleihung
- 1426–1434: Johann I., 1410 4. Herzog von Bourbon, 1426 1. Herzog der Auvergne, Ehemann Marias
- 1434–1456: Karl I. (1401–1456), Sohn Marias und Johanns I., 5. Herzog von Bourbon, 2. Herzog der Auvergne
- 1456–1488: Johann II. (1426–1488), dessen Sohn, 6. Herzog von Bourbon, 3. Herzog der Auvergne
- 1488–1488: Karl II. (1433–1488), dessen Bruder, 7. Herzog von Bourbon, 4. Herzog der Auvergne
- 1488–1503: Peter II. (1438–1503), dessen Bruder, 8. Herzog von Bourbon, 5. Herzog der Auvergne
- 1503–1521: Suzanne (1491–1521), dessen Tochter, 9. Herzog von Bourbon, 6. Herzog der Auvergne
- 1505–1527: Karl III. (1490–1527), ihr Ehemann und gleichzeitig letzter Nachkomme Herzog Johanns I. in männlicher Linie, 10. Herzog von Bourbon, 7. Herzog der Auvergne, Connétable von Frankreich,